# Historia Albanii
Początki historii Albanii zaczynają się od przybycia Ilirów oraz od podbicia tych terenów przez Republikę Rzymską, gdzie była częścią prowincji Macedonia. W swojej historii Albania była podbijana przez wiele państw. Po rozpadzie Imperium Rzymskiego większość dzisiejszego terytorium Albanii znajdowało się pod jurysdykcją Wschodniego Cesarstwa Rzymskiego. W późnym średniowieczu Albanię zajęli Turcy osmańscy. Albania stała się państwem niepodległym w XX wieku, jednakże jej struktury państwowe były chwiejne i niestabilne; Księstwo Albanii istniało zaledwie 11 lat, a następująca po niej Republika Albanii istniała jedynie 3 lata. Po II wojnie światowej na krótko dołączyła do bloku wschodniego. Po transformacji ustrojowej stała się republiką parlamentarną. Obecnie istniejące państwo, Republika Albanii, istnieje od 1991.

## Prehistoria
Najstarsze ślady obecności człowieka datowane na okres środkowego paleolitu zostały odkryte nieopodal wsi Xarrë w Albanii Południowej. Znalezione tam narzędzia wskazują na 30 000 – 10 000 lat p.n.e. Około 6000-2600 lat p.n.e. w okresie neolitu nastąpiło ocieplenie klimatyczne oraz stabilizacja, co spowodowało osiedlenie się ludności anatolijskiej, która przyniosła ze sobą początki rolnictwa oraz wyrób ceramiki. Około 5000-4000 lat p.n.e. zaczęła dominować kultura Carkan, która pozostawiła na tych terenach naczynia zdobione geometrycznymi kształtami i figurami. Późny neolit zaowocował rozwojem kultury Malim-Kamnik. Kultura ta wprowadziła na ziemiach Albanii epokę miedzi trwającą od 2600 – 2100 p.n.e.

## Starożytność
W starożytności terytorium obecnej Albanii zamieszkane przez Ilirów znajdowało się pod panowaniem rzymskim (od II w. p.n.e.) i bizantyjskim (od IV w. n.e.). Około 397 r. n.e. przez dawny Epir przeszły wojska Gotów pod wodzą Alaryka. Na przełomie VI i VII w. napływ Słowian; w następnych wiekach przewagę uzyskało chrześcijaństwo w obrządku greckim.

## Średniowiecze

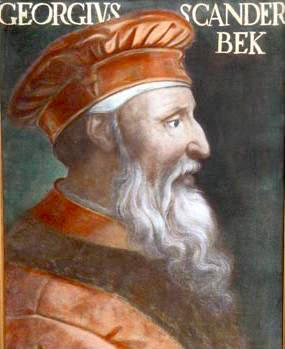
Skanderbeg – bohater narodowy Albanii

Od IX w. o ziemie albańskie rywalizowały ze słabnącym cesarstwem bizantyjskim Bułgaria, Wenecja, Andegaweni sycylijscy i Serbia. Na przełomie XII i XIII w. istniało pierwsze księstwo albańskie, Arberia, ze stolicą w Kruji. W latach 30. XV w. Turcy podbili niemal całą Albanię. W 1443 wybuchło antytureckie powstanie pod wodzą Skanderbega, któremu udało się utworzyć niezależne państwo; około 1479 Albanię ponownie zajęli Turcy (bez górskich enklaw na północy i południu); podzielona na 6 sandżaków Albania stała się częścią wilajatu Rumelii. Feudałowie albańscy w większości przyjęli islam, zachowując majątki i przywileje. Status religii dominującej osiągnął islam.

## XVIII-XIX w.
Na przełomie XVIII i XIX w. południową Albanię, część Grecji i Macedonii skupił pod swym panowaniem Ali Pasza z Tepeleny. W XIX w. rozwinął się ruch wyzwoleńczy, dochodziło do walk zbrojnych. W 1878 utworzono w Prizrenie Ligę Albańską, która dążyła do autonomii kraju.

## XX w.
Po wybuchu I wojny bałkańskiej w październiku 1912 ziemie obecnej Albanii zajęły wojska koalicji antytureckiej. Wobec groźby rozbioru, kongres przedstawicieli ludności we Vlorze 28 listopada 1912 proklamował niepodległość Albanii. W grudniu 1912 konferencja ambasadorów w Londynie zadecydowała o utworzeniu autonomicznego księstwa Albanii pod władzą zwierzchnią Turcji i protektoratem mocarstw europejskich. Stolicą miała być Szkodra (Skutari), która jednak została zaanektowana w kwietniu 1913 przez Czarnogórę, co doprowadziło do interwencji Austro-Węgier i opanowania przez nie Skutari (14 maja 1913), które następnie przekazano Royal Navy.
W lipcu 1913 konferencja ambasadorów przyznała Albanii niepodległość pod nadzorem mocarstw, ale nie wytyczyła granic kraju. Poza Albanią znalazło się przyznane Serbii Kosowo. Mocarstwa przyznały Albanii obszar, określany przez Greków mianem Północnego Epiru, zamieszkany przez liczną społeczność grecką, z kolei południowy Epir, zamieszkały także przez Albańczyków, znalazł się w granicach Grecji. W marcu 1914 władcą Albanii został niemiecki książę Wilhelm zu Wied, ale we wrześniu 1914 musiał zrezygnować z tronu.
W czasie I wojny światowej kraj okupowały wojska Włoch, Grecji, Francji, Serbii, Czarnogóry i Austro-Węgier. Powojenne plany podziału Albanii między Włochy, Królestwo SHS i Grecję, nie powiodły się. Konferencja ambasadorów w Londynie 1920 zatwierdziła niepodległość Albanii. Jej państwowość kształtowała się w atmosferze zatargów plemiennych i religijnych, walki o władzę między wielkimi właścicielami ziemskimi i chłopskich żądań reformy agrarnej. W czerwcu 1924 powstał rząd liberalny. Jego premier Fan Stilian Noli zapowiedział przeprowadzenie reform demokratycznych. W grudniu 1924 Noli został obalony przez Ahmeda beg Zogu, który wprowadził w kraju dyktatorskie rządy (od 1925 jako prezydent, od 1928 jako król Albańczyków Zog I). Od 1926 Zogu związał Albanię wojskowo, politycznie i gospodarczo z Włochami.

### Okres okupacji
W związku z próbą uniezależnienia się i zwróceniem się o pomoc do Wielkiej Brytanii, Włochy zajęły Albanię 7 kwietnia 1939 i obaliły króla Zogu I. Początkowo działał rząd kolaboracyjny z premierem Mustafą Merliką. Po kapitulacji Włoch 10 września 1943 Albanię okupowały wojska niemieckie. W czasie II wojny światowej działał tam silny ruch oporu, zwłaszcza komunistyczny.
16 października 1942 roku powołano Front Wyzwolenia Narodowego skupiającego siły antyfaszystowskie niezależnie od ideologii lub klasy. Skrzydło militarne FWN stała się UNC-Armia Wyzwolenia Narodowego stał się najsilniejszą siłą polityczną i wojskową kraju już w połowie 1944 roku kontrolując 75% terytorium Albanii. Dowódcą armii został przedwojenny oficer Spiro Moisiu, a niekwestionowanym przywódcą ruchu oporu Enver Hoxha. Armia Wyzwolenia Narodowego dysponowała własnymi batalionami i brygadami, otrzymywała wsparcie od brytyjskiego wywiadu Secret Intelligence Service.
W sierpniu 1943 roku partia komunistyczna zawiązała porozumienie z nacjonalistyczną organizacją Balli Kombëtar (Front Narodowy), w jego wyniku partia zgodziła się na m.in. zjednoczenie się z każdą grupą, która kiedyś współpracowała z faszystami, jednak zakończyła te kontakty i wyraziła gotowość do walki z okupantem, jedynym warunkiem było to, iż grupy te nie są odpowiedzialne za żadne zbrodnie. Po tym, gdy na skutek nacisków ze strony Jugosłowian komuniści zgodzili się odrzucić projekt Wielkiej Albanii, Balli Kombëtar obróciła się przeciwko dotychczasowym sprzymierzeńcom. Balli Kombëtar znalazła się w trudnej sytuacji ze względu na brak poparcia społecznego. Po tym gdy Balli Kombëtar uznała komunistów za główne zagrożenie, rozpoczęła kolaborację z hitlerowcami. Tym samym organizacja śmiertelnie załamała swój wizerunek wśród tych, którzy walczyli z okupantem. Dzięki podjęciu się kolaboracji przez konkurencyjną organizację, komuniści znaleźli się w centrum uwagi i ostatecznie stali się centralnym punktem walki o wyzwolenie. Rywalizujące z komunistami ugrupowania Balli Kombëtar i Legaliteti zostały przez nich pod koniec wojny rozbite.
Na skutek działań zbrojnych zginęło 28 000 osób, 12 600 zostało rannych a 10 000 więźniów politycznych zostało straconych we Włoszech i Niemczech, 35 000 osób trafiło do obozów pracy przymusowej, a wszystkie instalacje elektroenergetyczne, porty i kopalnie zostały zniszczone. Oprócz tego gospodarka narodowa została rozbita, a rolnictwo i hodowla zostały splądrowane.

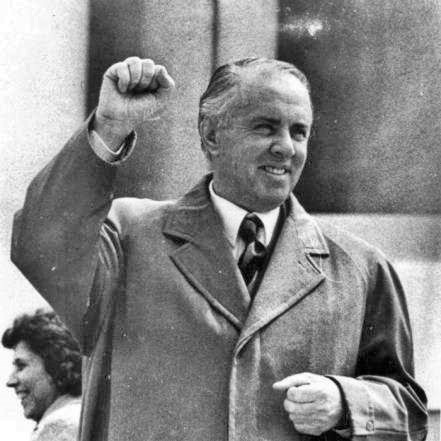
Enver Hoxha, przywódca Albanii w latach 1944-1985

W listopadzie 1944 Niemcy, a wkrótce potem także greccy partyzanci stacjonujący w kraju, opuścili Albanię. Nowy rząd odwoływał się do marksizmu-leninizmu. Rola ZSRR w wyzwoleniu kraju była znikoma, dzięki temu Albania stała się jedynym państwem, którego niezależność po II wojnie światowej nie była zagrożona przez żadne z mocarstw. Uprzednio koalicyjny rząd zdominowany przez partię komunistyczną przeorganizował się w sierpniu 1945 roku we Front Wyzwolenia Narodowego. Wybory w Albanii odbyły się 2 grudnia i jak poinformował rząd 93% obywateli głosowało na przedstawicieli FWN. W okresie rządów 1945-50, przyjął zasady mające skonsolidować rządy leninistów. W sierpniu 1945 roku rząd przeprowadził konfiskatę gospodarstw rolnych i połączenie ich w spółdzielnie produkcyjne (kooperatywy), co miało pozwolić Albanii osiągnięcie samowystarczalności żywnościowej. Ziemie właścicieli ziemskich i panów feudalnych (bej), do których należało 52% wszystkich gruntów rozdystrybuowano między chłopów, po wejściu ustawy procent ziemi należących do ziemian wynosił 16%. Wielką wagę przykładał do elektryfikacji i industrializacji. Analfabetyzm, który w 1939 roku na obszarach wiejskich wynosił 90-95% spadł w 1950 roku do 30%, a w 1985 roku był już równy krajom Zachodu.
W 1946 roku doszło do incydentu w Cieśninie Korfu wywołanego uszkodzeniem brytyjskich okrętów na postawionych przez Albanię minach.
Po wojnie część kierownictwa partyjnego (m.in. Koçi Xoxe) opowiadała się za unią z Jugosławią; przeciwnikom zjednoczenia obu państw (m.in. Hodża) udało się w 1948 odrzucić projekt unii; zacieśniła się współpraca polityczna i gospodarcza z ZSRR. Gdy w 1948 doszło do kryzysu jugosłowiańskiego, Albania opowiedziała się za Związkiem Radzieckim. Było to rezultatem wcześniejszego sporu z Jugosławią wywołanego w 1947 roku po żądaniach Jugosławii, która twierdziła, że Albania nie może zawierać umów z innymi krajami, bez jugosłowiańskiego zatwierdzenia.
W 1949 Albania została członkiem RWPG, 1955 ONZ i Układu Warszawskiego. W 1949 roku brytyjskie i amerykańskie organizacje wywiadowcze współdziałały z królem Zogiem. Służby tych państw zatrudniły albańskich uchodźców i emigrantów z Egiptu, Włoch i Grecji, gdzie po przeszkoleniu ich na Malcie, Cyprze i Niemczech Zachodnich, służby przerzuciły ich do Albanii. W 1950 i 1952 roku przeszkoleni agenci próbowali tworzyć jednostki partyzanckie, zostali jednak zabici lub schwytani przez albańskie siły bezpieczeństwa. Pomocny w rozbiciu siatek szpiegowskich okazał się brytyjski, a zarazem radziecki agent, Kim Philby pełniący funkcję oficera łącznikowego pomiędzy wywiadem brytyjskim a CIA. Philby przedstawił zachodni plan infiltracji Moskwie, co umożliwiło likwidację ok. 300 szpiegów.

#### Rozłam radziecko-albański
Po rozłące z Jugosławią, Albania sprzymierzyła się z ZSRR. Od 1948 do 1960 roku uzyskała na rozbudowę techniczną i infrastruktury 200 milionów dolarów pomocy radzieckiej. Albania w dniu 22 lutego 1949 r. została przyjęta do Rady Wzajemnej Pomocy Gospodarczej. Albania wywierała nacisk na Jugosławię oraz pełniła rolę proradzieckiej siły na Morzu Adriatyckim. Na wyspie Sazan w pobliżu Vlory zbudowana została baza okrętów podwodnych, mająca stwarzać zagrożenia dla VI Floty Stanów Zjednoczonych. Relacje między Albanią a Związkiem Radzieckim pozostawały bliskie aż do śmierci Stalina 5 marca 1953 roku.
W okresie Nikity Chruszczowa i jego referatu o destalinizacji, pomoc do Albanii została ograniczona, a rząd radziecki zachęcał Hodżę do przyjęcia bardziej rewizjonistycznego kursu. W ramach tej polityki Albania miałaby zwiększyć produkcję rolną i eksport takich produktów do krajów Układu Warszawskiego, rząd Albanii natomiast wolał rozwijać przemysł, a polityka, którą chciała narzucić mu ZSRR mogłaby zmniejszyć albański potencjał przemysłowy.
Gdy w 1956 roku na XX Zjeździe KP Związku Radzieckiego Chruszczow potępił kult jednostki, który został zbudowany wokół Józefa Stalina, a także oskarżył zmarłego dyktatora o wiele poważnych błędów, Hodża czuł wobec niego coraz większą niechęć. Hodża z gniewem przyjął teorię pokojowego współistnienia. Hodża zajął ostre stanowisko wobec radzieckich poglądów, które uważał za rewizjonizm. Na skutek destalinizacji w bloku wschodnim, jedność Albańskiej Partii Pracy zaczęła spadać, w kwietniu 1956 roku zorganizował w Tiranie specjalne spotkanie z 450 delegatami partii. Delegaci skrytykowali panujące w partii warunki i brak demokracji socjalistycznej. Delegaci wezwali do dyskusji na temat kultu jednostki i XX Kongresu KPZR. Hodża wezwał do uchwały, która podtrzymałaby dotychczasowe kierownictwo partii. Rezolucję przyjęto, a wszystkich delegatów, którzy opowiedzieli się za destalinizacją i dalszym członkostwem w bloku wschodnim wydalono z partii lub uwięziono. Hodża zadeklarował, że rozłam w partii był kolejną próbą obalenia systemu albańskiego zorganizowaną przez Jugosławię. Incydent doprowadził do dalszej konsolidacji władzy Hodży, co tym samym wykluczyło realizację programu reform forsowanych przez Chruszczowa. W tym samym roku Hodża odwiedził Chiny, gdzie spotkał się z Mao Zedongiem. Stosunki z Chinami znacznie się polepszyły, o czym świadczy chińska pomoc dla Albanii, która w 1955 roku (przed wizytą) wynosiła 4,2%, a w 1957 wzrosła do 21,6%.
Po 1960 nastąpiło gwałtowne pogorszenie stosunków z ZSRR i innymi państwami Układu Warszawskiego poza Rumunią. W 1967 władze zakazały wszelkich praktyk religijnych. W 1962 Albania przestała uczestniczyć w pracach RWPG, a w 1968 wystąpiła z Układu Warszawskiego i nawiązała szeroką współpracę polityczną i gospodarczą z Chińską Republiką Ludową. Rząd, obawiając się interwencji ze strony Jugosławii lub bloku wschodniego, wybudował kilkaset tysięcy schronów. Jako jedyne z państw europejskich Albania nie podpisała Aktu końcowego KBWE w Helsinkach (1975). W 1976 przyjęła konstytucję oraz nazwę Ludowa Socjalistyczna Republika Albanii. Niektóre klauzule konstytucji 1976 r. skutecznie ograniczały swobody polityczne, które interpretowane były jako sprzeczne z ustalonym porządkiem. Służby specjalne Sigurimi stosowały represyjne metody. Po 1968 roku zabraniano obywatelom wyjeżdżać za granicę, a wyjazdy mogły być wedle prawa potraktowane jako zdrada.
W 1978 doszło do zerwania współpracy z Chinami. Po śmierci Hodży w 1985 roku władzę objął Ramiz Alia, uznawany za członka liberalnej frakcji wewnątrz Partii Pracy. Partia pod przewodnictwem Alii stopniowo rozpoczęła liberalizację systemu. W 1987 roku w kraju rozpoczął się kryzys gospodarczy, pogarszał się albański bilans handlowy. W tym samym okresie władze albańskie ostatecznie uznały, że polityka zwalczania religii zakończyła się niepowodzeniem, w rezultacie odnowiono niektóre zabytki architektury sakralnej (głównie meczety). W 1987 poprawiły się stosunki Albanii z RFN oraz z Grecją, w 1988 – z Włochami. W 1989 albańska prasa relacjonowała przemiany w Europie Środkowo-Wschodniej. W 1989 przez Albanię przeszła fala manifestacji antyrządowych, a na przełomie czerwca i lipca 1990 doszło do zamieszek w Tiranie i masowego napływu przeciwników systemu do ambasad.

## Współczesna Albania
W wyborach parlamentarnych w marcu 1991 wygrała APP. Jednocześnie nowy rząd komunistów rozpoczął szereg zmian wolnorynkowych i liberalizujących system – majątek należący do państwowych gospodarstw rolnych został rozdzielony między chłopów. 29 kwietnia 1991 parlament albański zmienił nazwę kraju na Republika Albańska, pierwszym prezydentem ogłosił Alię, jak również zmienił konstytucję Albanii, wprowadzając podział władzy i poszerzając zakres swobód obywatelskich. 30 września 1991 przegłosowano ustawę, na mocy której z więzień zwolnieni zostali więźniowie polityczni, z wyjątkiem tych, którzy dopuścili się aktów terroru z ofiarami śmiertelnymi. 16 maja 1991 wybuchł strajk generalny, wykorzystując jego zakończenie (7 czerwca) władze APP przeprowadziły X zjazd partii 10-13 czerwca, na którym zwolennicy reform zmienili nazwę partii na Socjalistyczną Partię Albanii (SPA); jej przewodniczącym został F. Nano. W czerwcu 1991 Albania została uczestnikiem KBWE. W listopadzie 1991 największe z ugrupowań opozycyjnych Demokratyczna Partia Albanii (DPA) zobowiązała premiera Y. Bufiego do wyznaczenia terminu wolnych wyborów parlamentarnych i odsunięcia od udziału we władzach komunistów. Wkrótce DPA wystąpiła z oświadczeniem oskarżającym władze o terroryzowanie przeciwników politycznych i wezwała do przeprowadzenia dochodzeń w sprawach nadużyć popełnionych przez elity władzy i rodzinę Hodży. Ulegając naciskom opinii publicznej w grudniu 1991 aresztowano na podstawie oskarżeń o korupcję wdowę po przywódcy N. Hodżę oraz powołano koalicyjny rząd Vilsona Ahmetiego w celu przygotowania wyborów.
22 marca 1992 przeprowadzono demokratyczne wybory do parlamentu, zakończone zdecydowanym zwycięstwem opozycji demokratycznej. Nowy parlament 8 kwietnia wybrał na prezydenta Sali Berishę, przewodniczącego APD. Pod jego przywództwem podjęto rozległą akcję dekomunizacyjną, m.in. usuwając symbole dawnego ustroju, unieważniając odznaczenia, a nawet tytuły naukowe, nadane przez władze komunistyczne. Zmobilizowało to zwolenników dawnego porządku do kontrakcji.
W 1994 roku doszło do ataku na Peshkopii dokonanego przez greckich separatystów skupionych we Froncie Wyzwolenia Północnego Epiru. Przywódcą grupy zamachowców miał być Anastasios Giorgos, były oficer armii greckiej.
Wybory parlamentarne z maja 1996 zmarginalizowały postkomunistyczną Socjalistyczną Partii Albanii, gdyż zwycięstwo odniosła Partia Demokratyczna, która w parlamencie uzyskała 122 mandaty na 140 miejsc. Opozycja jak i międzynarodowi obserwatorzy ogłosili jednak liczne nieprawidłowości podczas wyborów.
Opozycja bojkotowała obrady parlamentu, a w 1997 roku upadły fundusze inwestycyjne oparte na systemie piramidy, co doprowadziło do społecznych protestów. W wyniku anarchii w kraju wzniecanej przez nieudolność nowych władz w rozwiązywaniu konfliktów społecznych, a służby porządkowe i wojsko wykazujące się małą skutecznością, doszło do przejęcia kontroli nad znaczną częścią kraju przez tzw. komitety ocalenia, które domagały się dymisji rządu, który zrezygnował z militarnego rozwiązania przez przybywających do Albanii obserwatorów OBWE. Atmosfera ta towarzyszyła zamieszkom w kraju w wyniku, których śmierć poniosło blisko 2 tysiące osób. Na przełomie czerwca i lipca 1997, rządząca Partia Demokratyczna zdecydowała się rozpisać wybory by unormować sytuację w kraju. W tej sytuacji rządy objęła Socjalistyczna Partia Albanii. W lipcu 1997 parlament wybrał na prezydenta Rexhepa Meidaniego, polityka o orientacji centrowej, który z konieczności oparł się na armii. Wśród najważniejszych zmian w państwie było uchwalenie nowej konstytucji 21 października 1998. Konstytucja wprowadzona przez socjalistów ograniczyła zakres władzy prezydenta i wzmocniła rolę premiera.
Albania na przełomie XX i XXI wieku była jednym z najmniej atrakcyjnych krajów Europy dla inwestorów ze względu na fatalną infrastrukturę, a także braku regulacji dot. własności. Jednak z zapaści ekonomicznej Albanię wyratowali tzw. gastarbeiterzy, czyli osoby pracujące za granicą, które pieniądze zostawiali w kraju np. za pośrednictwem rodzin. Po zakończeniu impasu, Albania otrzymała międzynarodową pomoc w odbudowaniu infrastruktury, czy szkoleniu struktur bezpieczeństwa państwa. Znaczenie Albanii na arenie międzynarodowej wzrosło, gdy kraj ten służył jako jedna z najważniejszych baz operacyjnych NATO podczas operacji w Kosowie w 1999.
Rząd Fatosa Nano, który rządził ponownie w latach 2002-2005 nie pokonał jednak korupcji, czy zorganizowanej przestępczości, a północno-wschodnie rubieże kraju było pogrążone w nędzy. Także odbudowa struktur mafijnych, które w powojennych realiach Albanii wydawały się wszechobecne, wpłynęły na zakończenie rządów socjalistów w 2005, bowiem w tym roku wybory parlamentarne wygrała Partia Demokratyczna. Premierem kraju został Sali Berisha, który zapowiedział walkę z korupcją i przestępczością. Berisha podpisał w lutym 2006 wynegocjowany w 2003 roku układ o stowarzyszeniu z Unią Europejską. W konsekwencji rozpoczęły się prace, mające na celu dostosowanie prawa albańskiego do unijnych wymogów. W listopadzie 2006 przyjęto rezolucję, która potępiła reżim komunistyczny i rządzącego do 1985 roku Envera Hodżę. Opozycja, której przewodziła Socjalistyczna Partia Albanii, zanotowała kolejną porażkę w wyborach w lipcu 2009 i nie zablokowała kandydatury Bamira Topi na prezydenta kraju, którego zaprzysiężono 24 lipca 2007. 1 kwietnia 2009 Albania razem z Chorwacją przystąpiły do struktur NATO.
11 czerwca 2012 parlament albański wybrał Bujara Nishaniego na urząd Prezydenta Republiki Albanii. 24 lipca 2012 złożył przysięgę i formalnie zaczął wypełniać obowiązki głowy państwa. 23 czerwca 2013 odbyły się wybory parlamentarne, które przyniosły zmianę na albańskiej scenie politycznej, gdyż rządząca Partia Demokratyczna została pokonana przez Partię Socjalistyczną z Edim Ramą na czele.